# Misty Knight
Mercedes Knight, alias Misty Knight est une super-héroïne évoluant dans l'univers Marvel de la maison d'édition Marvel Comics. Créé par le scénariste Tony Isabella et le dessinateur Arvell Jones, le personnage de fiction est mentionné pour la première fois dans le comic book Marvel Premiere #20 en janvier 1975 et apparait dans Marvel Premiere #21 en mars 1975.
Mercedes Knight apparaît ensuite dans d'autres comics comme Iron Fist, avec qui elle a une longue relation. Elle travaille souvent avec l'héroïne Colleen Wing.

## Historique de publication
Misty Knight est la première à rejoindre un groupe de super-héroïnes dirigée par Valkyrie dans la série de comic books Fearless Defenders,.
En 2011, l'héroïne est à la tête des Héros à louer dans la série éponyme,.
En 2015, Misty Knight est présente dans les numéros 2 à 6 de All-New Captain America et le one-shot Secret Wars: Secret Love. Puis de fin 2015 à 2016, elle apparaît dans les numéros 1 à 6 puis 9 à 11 de la série Captain America: Sam Wilson. On apprend que Misty Knight est la petite amie et la partenaire de Sam Wilson, anciennement le Faucon et nouveau Captain America,,,,. Sur l'année 2016, elle est également présente dans Power Man and Iron Fist #2 et #7, Civil War II: Choosing Sides #2 et #5, le one-shot Marvel Now! Previews, A-Force #8-9, Black Panther #6-7  ainsi que Jessica Jones #1.

## Biographie du personnage
Mercedes Knight, alors qu'elle est agent de police à New York, perd son bras droit lors d'un attentat à la bombe. Elle préfère quitter son poste et obtient une prothèse bionique de la part de l'industriel Tony Stark (Iron Man).
Devenue détective privé, elle rencontre Colleen Wing avec qui elle crée l'agence Nightwing Restorations Ltd. Elles se surnomment les « Filles du Dragon ». Elles affrontent notamment Maître Khan et Angar le Cri, aidées par Iron Fist,,. Elles ont de nombreuses aventures avec les Héros à Louer : Luke Cage, alias Power Man et Danny Rand alias Iron Fist.
Mercedes tombe amoureuse de ce dernier et, lorsque Danny Rand fait sa demande, elle accepte. Peu de temps après, elle fait une fausse couche, causée par les pouvoirs d'Iron Fist. Ils décident ensuite de se séparer,.

## Pouvoirs, capacités et équipement
Mercedes Knight est une excellente détective et une tireuse aguerrie. Son arme de prédilection est un revolver. Excellente athlète, elle maitrise plusieurs arts martiaux qui en font une féroce combattante à mains nues.
Grâce au bras bionique créé par l'industriel Tony Stark (Iron Man), elle possède une force surhumaine.

## Analyse du personnage
Le personnage de Misty Knight est un exemple de la blaxploitation, courant culturel et social des années 1970 qui a revalorisé l'image des Afro-Américains. Avec le professeur Charles Xavier, Matt Murdock (Daredevil) et Victor Stone (Cyborg), elle fait partie des personnages de comics handicapés les plus connus.
Le fait de combiner des personnages venant de séries différentes aux thématiques similaires, ici Luke Cage et Iron Fist avec Colleen Wing et Misty Knight, est une décision narrative et économique. Le couple interracial formé par Mercedes Knight et Danny Rand est une rareté dans les années 1970.

## Versions alternatives
À côté de la version classique de Misty Knight créée par Tony Isabella et Arvell Jones, d'autres versions de personnage existent dans des comics publiés par Marvel. Ces derniers situent leurs actions dans des univers parallèles à celui de la continuité principale.
Des versions alternatives de Mercedes Knight sont présentes dans Age of Apocalypse, House of M,, et Ultimate Marvel.
En 1997, les scénaristes John Francis Moore, Brian K. Vaughan et les dessinateurs Steve Epting, Nick Napolitano créent une version alternative du personnage dans le one-shot Tales From the Age of Apocalypse: Sinister Bloodlines. Les mutants dirigé par Apocalypse ont pris le pouvoir. Mercedes Knight, avec d'autres humains non mutants dont Colleen Wing, est obligé de vivre caché sous-terre. Lors d'une attaque mutante, elle est sauvée par les frères Summers, Scott (Cyclope) et Alex (Havok).

## Adaptations dans d'autres médias

### Télévision
À la télévision, le personnage de Misty Knight a d'abord été adaptée dans une série d'animation The Super Hero Squad Show. Tamera Mowry double l'héroïne lors de son unique apparence dans l'épisode « A Brat Walks Among Us »,.
En 2016, Misty Knight est interprétée à la télévision par l'actrice Simone Missick dans la série Luke Cage. Dans cette série, le lieutenant de police Mercedes « Misty » Knight est une policière hors pair du quartier de Harlem. Elle fait équipe avec le lieutenant Rafael Scarfe et, ensemble, ils enquêtent sur les activités douteuses de Cottonmouth et sa cousine Mariah Dillard.
Misty Knight apparaît également en 2017 dans la série The Defenders aux côtés de Jessica Jones, Daredevil, Iron Fist et Luke Cage.
Elle est également mentionnée dans la série Marvel's Cloak & Dagger comme étant une amie de la policière Brigid O'Reilly.

### Jeux vidéo
Le personnage a été adapté dans les jeux Ultimate Marvel vs. Capcom 3, Marvel Heroes, Marvel: Avengers Alliance et Marvel Avengers Academy.